# Pierre de Froidmont
Pierre de Froidmont, né le 7 janvier 1997 à Waterschei, est un coureur cycliste belge, spécialiste du VTT cross-country et membre de l'équipe Orbea Factory Team

## Biographie
Pierre de Froidmont reçoit son premier vélo à l'âge de 12 ans, puis commence rapidement à pratiquer le VTT comme sport. En 2015, il devient champion de Belgique de cross-country juniors (17/18 ans). Il représente régulièrement la Belgique aux championnats du monde et d'Europe depuis 2014. Chez les espoirs (moins de 23 ans), son meilleur résultat est une cinquième place lors d'une manche de Coupe du monde à Stellenbosch en 2018. Parallèlement, il suit une formation de professeur de sport qu'il termine en 2020. 
En 2021, il monte pour la première fois sur le podium du championnat de Belgique chez les élites, en prenant la troisième place. En 2022, il obtient également de bons résultats à l'international en Coupe du monde, dont une cinquième place au Mont Sainte-Anne et une sixième à Petrópolis. En 2023, il termine sixième du championnat d'Europe. À Houffalize, il devient champion de Belgique de cross country et de cross country short track.
En août 2024, il participe aux Jeux olympiques de Paris.

## Palmarès en VTT

### Coupe du monde
- Coupe du monde de cross-country
  - 2021 : 37e du classement général
  - 2022 : 8e du classement général
  - 2023 : 31e du classement général
  - 2024 : 21e du classement général

- Coupe du monde de cross-country short track
  - 2022 : 18e du classement général
  - 2023 : 14e du classement général
  - 2024 : 11e du classement général

### Championnats nationaux
- 2015
  -  Champion de Belgique de cross-country juniors
- 2021
  - 3e du cross-country
- 2022
  - 2e du cross-country
- 2023
  -  Champion de Belgique de cross-country
  -  Champion de Belgique de cross-country short track
- 2024
  -  Champion de Belgique de cross-country